# Man'ha Garreau-Dombasle
Pour les articles homonymes, voir Garreau, Dombasle et Massenet.
Œuvres principales
Sati (1938), Mahève (1984)
Man'ha Garreau-Dombasle, pour l'état civil Germaine Alice Masset, née à Calais le 11 juin 1898 et morte à Lisieux le 3 août 1999,, est une intellectuelle française.
Elle est la grand-mère de l'actrice, chanteuse et réalisatrice Arielle Dombasle.

## Biographie
Germaine Alice Masset nait à Calais le 11 juin 1898. 

### Éditrice et traductrice à travers le monde
À la fois écrivaine et poète, elle fonde en 1916, alors qu'elle n'a que 18 ans, la revue littéraire Muse, qui publie Henri de Régnier, Leconte de Lisle ou encore Francis Jammes.
Dans les années 1920, elle vit à Calcutta pendant quatre ans car son époux, Maurice Garreau-Dombasle, y est consul de France. Elle y apprend le bengali et s'initie à la culture indienne. En 1927, elle traduit en français Les Amours de Radha et de Krishna, du poète bengali du XVe siècle Chandidas, ainsi que plusieurs textes de son ami Rabindranath Tagore.
Elle a également vécu à New York, au Mexique, en Californie et à Washington, et a organisé la première exposition en France de Rufino Tamayo.

### Auteure proche du mouvement surréaliste
Elle publie en 1938 son premier roman, Sati, chez Stock. Il est salué notamment par l'écrivain Benjamin Péret, qui le qualifie de surréaliste.
Sous l'occupation allemande dans les années 1940, alors que son mari devient ambassadeur de la France libre aux États-Unis puis au Mexique, Man'ha Garreau-Dombasle accueille des écrivains exilés à New York.
Man'ha Garreau-Dombasle a également entretenu une longue amitié avec l'auteur de science-fiction Ray Bradbury, qui lui dédie son roman de 1972 intitulé The Halloween Tree et dont elle a adapté au théâtre le célèbre roman Farenheit 451. 
Arielle Dombasle, la petite-fille de Man'ha, racontera plus tard leur rencontre : « C’est sur l’ile du Lac de Patzcuaro qu’en 1948, mon adorable Man’ha Garreau-Dombasle (la grand-mère maternelle d’Arielle Dombasle), a rencontré un tout jeune homme qui faisait du stop. Elle le prit dans sa voiture. Il s’agissait du tout jeune écrivain nord-américain Ray Bradbury, venu lui aussi le jour des Morts, découvrir les plus magiques rituels du pays – Noche de Los Muertos. Il s’ensuivit une amitié de soixante ans ponctuée par une longue correspondance dont le climax était les lettres, rituel échangé le jour des Morts. Il lui dédicacera son livre « Halloween Tree ». »
Elle a été amie avec nombreux autres artistes, dont Wolfgang Paalen, Paul Claudel, Octavio Paz, Benjamin Peret, Rufino Tamayo, Marie Laurencin, Pierre Mabille (proche du mouvement surréaliste qui était également son médecin), Marx Ernst, Isadora Duncan, Saint-John Perse, Carlos Fuentes ou Tamara de Lempicka.
Elle vit ses dernières années à Deauville, où Arielle Dombasle lui rend visite souvent. Elle y meurt âgée de 101 ans.

## Œuvres littéraires
- 1938 Sati, Stock
- 1943 Le Masque, Ediciones Quetzal
- 1951 La Licorne, P. A. Benoît [11],[12]
- 1952 Aztlan : Songes mexicains, La Porte Étroite
- 1984 Mahève, Stock
- Le Jardin du Scarabée, J. Povolosky[13]